# سیارک ۷۵۵۶۹
سیارک ۷۵۵۶۹ (به انگلیسی: 75569 IRSOL، نامگذاری:2000AD2)۷۵۵۶۹مین سیارک کشف شده‌است که در ۰۲ ژانویه ۲۰۰۰ کشف شد.